# Marcela Páez
Marcela Páez (n. 5 de junho de 1964) é uma atriz e apresentadora de televisão mexicana.

## Biografia
Estudou Comunicação na UNAM. Levou a cabo sua preparação artística no CEA. Ademais, estudou canto com os maestros Paco de Migueles e Manuel Peña e atuação com o maestro Julio Castillo na Oficina de Teatro de Manolo Fábregas. Começou sua carreira em 1978 como radioatriz na XEW e em audiodublagem. Em 1983 debutou na televisão como condutora do programa XETU, ao lado do ator René Casados. Em 1986 realiza sua primera telenovela, El engaño, e debuta no teatro na obra Violinista en el tejado produzida por Manolo Fábregas. Sua carreira ascendeu a partir do fim dos anos 1980, quando obteve seu primeiro papel estelar na telenovela Lo blanco y lo negro, também de Ernesto Alonso. A partir dos anos 1990 participou nas telenovelas Alcançar uma estrela (exibida no SBT), Cadenas de amargura, e La sonrisa del Diablo. Pela primeira e a terceira, foi nominada aos TVyNovelas Mejor actriz de reparto, enquanto que pela segunda foi como Mejor revelación femenina. Foi uma das poucas atrizes que nominadas a tais prêmios três anos consecutivos. Participou em séries e programas de televisão. Como apresentadora, se desempenhou na televisão, rádio e eventos particulares de diferentes empresas. Como locutora trabalhou para muitas e diversas marcas em comerciais de rádio e televisão do México, América Latina, e Estados Unidos. Graças a sua preparação no canto, realizou obras de teatro musicais e infantis.
Ademais de seu trabalho na televisão e teatro, levou uma carreira como atriz de audiodublagem. Foi a voz oficial, em castelhano, das atrizes Sigourney Weaver, Sharon Stone, Lauren Graham, e Queen Latifah. Também é solicitada frequentemente para audiodublar atrizes afro-estadunidenses, já que seu tom vocal calça perfeitamente com elas. Trabalhou para a empresa Disney em projetos como: Procurando Nemo, Up, The Cheetah Girls, La máscara del Zorro, entre outros.
É casada com o músico Andres Cepeda.

## Filmografia

### Telenovelas
- A que no me dejas (2015–2016) … Soledad
- Meu Coração É Teu (2014–2015) … María
- Por ela sou Eva (2012) … Recepcionista
- Una familia con suerte (2011-2012) … Carla de Velázquez[1]
- Llena de amor (2010-2011) … Consuelo
- Alma de hierro (2008-2009) … Olivia Martínez de Hierro[2]
- Sonhos e caramelos (2005) … Maestra Ana
- Corazones al límite (2004) … Gabriela Tovar de Madrigal
- Viva as crianças (2002) … Constanza de la Borbolla
- María Belén (2001) … Claudia del Río
- Rayito de luz (2000) … Mirna López
- ¡Amigos x siempre! (2000) … Isabel Gamba de Egurrola
- O Diário de Daniela (1998) … Rita Linares de Corona
- Huracán (1997) … Maribel Medina
- Canción de amor (1996) … Sylvia
- La sonrisa del Diablo (1992) … Laura San Román
- Alcanzar una estrella II (1991) … Irene de la Fuente
- Cadenas de amargura (1991) … Hermana Angélica Sepúlveda
- Alcançar uma estrela (1990) … Irene de la Fuente
- Lo blanco y lo negro (1989) … Alicia de Castro
- Dos vidas (1988) … Vera
- Pobre señorita Limantour (1987) … Luz María
- El engaño (1986) … Adela Sánchez

### Séries
- Milagres de Nossa Senhora (2012) … Tania / Eugenia
- Heridas del Alma … Dinorah
- Como dice el dicho (2011–2014)
- Mulheres Assassinas (2009) … Sr.ª Ortega (episódio "Tere, a desconfiada")
- Casos da vida real (1989–2006)
- Grey's Anatomy (2007) … Miranda bayle

### Dublagem
Queen Latifah (dubladora oficial em castelhano)
- Chicago (2002) … Matron Mama Morton
- Scary Movie 3 (2003) … Tía Shaneequa
- Una intrusa en la familia (2003) … Charlene Morton
- Os Muppets e o Mago de Oz (2005) … Tía Em (2005)
- Locas por el dinero (2008) … Nina Brewster
- La vida secreta de las abejas (2008) … August Boatwright

Sigourney Weaver
- Las estafadoras (2001) … Max Conners
- Tadpol (2002) … Eve Grubman
- El misterio de los excavadores (2003) … Warden Walker
- La aldea (2004) … Alice Hunt

Lynn Whitfield
- The Cheetah Girls (2003) … Dorothea Garibaldi
- The Cheetah Girls 2 (2006) … Dorothea Garibaldi

Sharon Stone
- Cold Creek Manor (2003) … Leah Tilson
- Basic Instinct 2 (2006) … Catherine Tramell
- Bobby (2006) … Miriam Ebbers

### Desenhos
- Bambi 2 … Mena
- Procurando Nemo … Peach
- Tierra de osos 2 … Anda
- El Delfín: La historia de un soñador … Manta (2009)
- Zootopia … Bonnie Hopps (2016)

### Séries Animadas
- Vida y Obra de Juniperlee … Viki Devyne
- Los Simpson … Mona Simpson (um episódio)

## Prêmios e nomeações

### Premios TVyNovelas
| Año  | Categoría              | Telenovela o Programa | Resultado |
| ---- | ---------------------- | --------------------- | --------- |
| 1984 | Melhor revelação       | XE-TÚ                 | Ganhadora |
| 1991 | Melhor atriz coestrela | Alcanzar una estrella | Nominada  |